# Moskva – hranice
Moskva – hranice je román Jiřího Weila z roku 1937. Román má částečně autobiografické prvky. Weil sám byl nadšeným komunistou a od roku 1933 pracoval v Moskvě jako překladatel Kominterny. V rámci čistek po Kirovově vraždě byl ale vyloučen ze strany a poslán na nucené práce do Kazachstánu. V listopadu 1935 mu pak Kominterna dovolila vrátit se do Československa, údajně na přímluvu Julia Fučíka. Miroslav Kryl se domnívá, že tímto přímluvcem byl Bruno Köhler.
Sám autor prohlásil, že pro něho bylo velmi bolestné demaskovat systém, v nějž sám věřil.
Na pozadí příběhů tří hlavních hrdinů jsou zobrazeny i problémy sovětské společnosti 30. let: nedostatečné zásobování, každodenní krádeže, licoměrnost stranických funkcionářů, stranické čistky, ...
Kniha je dobově určena dvěma popisovanými událostmi. Jednou je přijetí rakouských levicových emigrantů po občanské válce v únoru 1934. Druhou událostí je vražda Sergeje Mironoviče Kirova v prosinci 1934 a následné stranické čistky.
Druhé vydání románu v roce 1969 bylo komunistickou cenzurou zakázáno. Znovu vyšel až v roce 1991.
Na román Moskva – hranice volně navazuje další kniha Jiřího Weila Dřevěná lžíce, která popisuje jeho zkušenosti z pracovních táborů Gulag. Kniha vyšla oficiálně teprve v roce 1992.

## Inspirace
Postava překladatele Jana Fischera je do značné míry autobiografická. Sám Weil pracoval v letech 1933–1935 jako překladatel marxistické literatury ve vydavatelství cizojazyčné literatury Kominterny. Jeho dopisy přátelům do Prahy, ve kterých se vyjadřoval kriticky, byly zadrženy a následně byl propuštěn ze zaměstnání a vyloučen z komunistické strany.
Postava Ri je inspirována osudem Heleny Frischerové, za svobodna Glassové. Její manžel byl v době stalinských čistek popraven. Ona věznění v Gulagu přežila a později napsala paměti.

## Přijetí románu
Komunistická kritika román odsoudila. Josef Rybák označil knihu jako pamflet. Julius Fučík knihu kritizoval jako maloměšťáckou, šosáckou, přízemní a ubohou a spisovatele označil jako klepaře, který nevidí úsilí sovětského lidu v budování nové společnosti, soustřeďuje se na malicherné problémy se zásobováním a kterému je „všechno veliké cizí“.

## Děj románu

### Kniha prvníRi
Hrdinka románu Ri je dcera z bohaté rodiny majitele továrny v malém moravském městě. Měla anglické vychovatelky, s matkou jezdila do Vídně, do Francie a doprovázela ji do lázní. Začala studovat českou obchodní školu, ale protože neuměla dobře česky, studia zanechala. Zůstala doma, kde ošetřovala nemocnou matku. Ze zvědavosti navštívila schůzi mladých sionistů. Tam potkala sionistického agitátora Karla Geisingera, do kterého se zamilovala. Odjela s ním na pracovní soustředění na Slovensko, kde musela spát na slámě a pracovat v hospodářství. Před odjezdem do Palestiny si Karla vzala za manžela. Otcova továrna v té době zkrachovala a tak otec souhlasil s dceřiným odjezdem i sňatkem. Život v kibucu je pro ni těžký. Když zjistí, že jí je manžel nevěrný s jinou členkou osady, rozhodne se vrátit se do Evropy za příbuznými do Vídně. Cestou zjistí, že je těhotná. Obrátí se na svého kamaráda Pavla, který je ve Vídni porodníkem. Potrat je komplikovaný, Ri málem zemře. Během rekonvalescence se seznámí s Pavlovým známým Robertem, který chce odjet do Sovětského svazu jako smluvní inženýr v továrně na kabely. Po rozvodu s Karlem se vdá za Roberta, který vzápětí odjede do Moskvy pracovat.
Román začíná odjezdem Ri za manželem do SSSR. S neklidem pozoruje změny krajiny a cestujících během cesty vlakem přes Polsko a Rusko. V Moskvě si těžko zvyká. Má sice k dispozici dvoupokojový byt s vlastní koupelnou a „domrabotnicu“ Anisju, nemůže se ale smířit s bezohledným chováním lidí, kteří se tlačí do přeplněné tramvaje nebo se systémem poukazů a lístků pro nákup ve speciálních obchodech pro cizince „Insnab“. Postupně si ale zvyká. Navštěvuje s manželem a jeho příteli Klub Džeržinského pro zahraniční inženýry a snaží se zachovávat „evropské“ zvyky – pití pravé kávy a tanec při gramofonu. 
Při rozhovorech s Robertem Ri zjišťuje, že je manžel ovlivněn prací v továrně a politickou agitací. Nechová se jako běžný zaměstnanec. Zapojil se do údernického hnutí, navštěvuje schůze, podává zlepšovací návrhy. Ona sama začne navštěvovat kroužky ruštiny a politické ekonomie při Klubu zahraničních inženýrů. V roli manželky zahraničního inženýra si začne připadat zbytečná. Na popud „partorga“ Tronina se rozhodne, že bude také pracovat. Odmítne místo administrativní síly nebo učitelky němčiny a začne pracovat jako prostá dělnice v továrně na kuličková ložiska. Poté začne ve volném čase navštěvovat technická školení a také agitátačně pracovat mezi manželkami českých dělníků. Náhodou se seznámí s českou komunistkou Jarmilou a ta ji seznámí s dalším českým komunistou Janem Fischerem. Pro Ri je svět komunistické strany záhadný a nepochopitelný, jakési tajné bratrstvo. Brzy ale pozná, co to jsou stranické čistky, kdy „nepodplatitelná a čestná strana se zbavuje ulejváků, šplhounů a zlodějů“. Robertův kolega Míša je po úspěšně absolvované čistce dětinsky nadšený, že jí prošel. Ri se pak ve své továrně musí zúčastnit čistky jejich oddělení a nemůže se zbavit dojmu, že se jedná o předem připravené a zinscenované divadlo, jehož výsledek je dávno rozhodnut. Ri si představuje, jak by asi v takové čistce obstála ona, dcera továrníka z Moravy. 

### Kniha druháJan Fischer
Jan Fischer je překladatel Kominterny z ruštiny do češtiny, člen komunistické strany. Po pracovní době provádí ideologické školení dělníků Metrostroje. Cestou ze školení už jsou prodejny Konsumu i dělnické jídelny zavřeny a tak ho napadne zastavit se u Roberta a Ri. V jejich bytě byla větší společnost a tančilo se při hudbě z gramofonu. Spolu s Ri nalézají společné téma: vzpomínky na Prahu.
Jan Fischer se v úřadu zastal německé písařky, čímž si získal přítele v osobě rumunského revolucionáře Rudolfa Herzoga a nepřítele v ruském administrativním řediteli Minkinovi. Jan přivede Herzoga do bytu Ri, ten se zde spřátelí s návštěvníky. Během nedělního výletu klubu Džerdžinského se Jan a Ri intimně sblížili. Hned v pondělí po výletu ale musel Jan vzdorovat útokům ze strany vedení úřadu. Ty se mu ale s Herzogovou pomocí podařilo odrazit.
Jan chce vzdát svůj boj s nadřízenými, ale Herzog mu to nedovolí a dodává mu odvahu. Ri je jmenována údernicí a navíc se stará o rodiny přistěhovalců z Rakouska po únorové občanské válce v roce 1934. Herzog se chystá na cestu, údajně do Moldavska. Jeho kolegové ale naznačují, že možná jede někam úplně jinam.
Ri dostane za svou údernickou práci dovolenkovou cestu parníkem po řece Volze. Fischer zase získá poukaz na dovolenou v Soči. Znamená to, že se milenci celé léto neuvidí. Fischer si těžko zvyká na prostředí sanatoria: žádná práce, žádné stranické schůze, procházky, koupání... Po námořním výletu do Gagry čeká na Fischera na recepci telegram: Přijeď okamžitě do Moskvy. Badulescu.

### Kniha třetíRudolf Herzog
Fischer se vrací z letního pobřeží Černého moře do sychravé Moskvy. Při tajném setkání s Badulescem se dozvěděl, že Herzog je skutečně v Německu a byl zde zatčen nacistickou policií, mučen a ve velmi špatném zdravotním stavu uvězněn v koncentračním táboře. Aby bylo možné jej zachránit, je třeba dopravit do Německa určité dokumenty. Fischer bude oficiálně stále na dovolené na Kavkazu, ale ve skutečnosti pojede do Německa. Aby se Fischerova tajná přítomnost v Moskvě neprozradila, bydlí nikoliv doma, ale v hotelu. Fischer ale neudrží konspiraci akce a tajně se v noci setká s Ri. Netuší ale, že byl spatřen na ulici straníkem Čumandrinem. Druhý den se vydává vlakem do Německa. V Berlíně úspěšně předá dokumenty a přes Prahu se vrací do Moskvy. Zde musí vysvětlovat, proč překročil o několik dnů termín návratu z dovolené do úřadu. V prosinci 1934 byl zavražděn Sergej Mironovič Kirov. Následují další stranické čistky. I Fischer je podezřelý se styku se spiklenci. Jako důkaz je považován jeho předčasný návrat z dovolené, pozdní nástup do úřadu po dovolené a fakt, že byl v té době viděn v Moskvě. Je vyloučen ze strany a okamžitě propuštěn ze zaměstnání. Živoří z několika rublů, které mu zbyly a prodává osobní věci, aby měl na jídlo. Všichni známí se ho zřekli. Když po dlouhém váhání navštíví Ri, je mu rovněž naznačeno, že zde už není vítán. Ri byla právě jmenována vedoucí oddělení v továrně a nemůže si dovolit kompromitující návštěvy. Fischer očekává, až bude předvolán k dalšímu vyšetřování. To je ale přerušeno zprávou, že Rudolf Herzog v jedné z moskevských nemocnic zemřel.   
Fischer se z novin dozvídá o přítelově pohřbu. Jako podezřelý z opozičnictví a spiklenectví se nesmí pohřbu zúčastnit. Sleduje jej zpovzdálí a pak se vrací domů zimními ulicemi Moskvy.

## Vydání
- 1937 Družstevní práce, kniha vyšla v edici živé knihy, řada a, svazek 157 (ročník XV. svazek 15), portrét autora od Josefa Sudka, grafická úprava Ladislav Sutnar, obálku a vazbu navrhl Otakar Mrkvička.
- 1991 Mladá fronta, připravily Jarmila Víšková a Eva Štědroňová

## Překlady
Román byl přeložen do několika jazyků:
- 1970 italština – La frontiera di Mosca, překlad Gianlorenzo Pacini, Bari: Editori Lateraza
- 1992 němčina – Moskau – die Grenze, překlad Reinhard Fischer, Berlin : Aufbau-Verlag, ISBN 3-351-02159-3
- 2002 ruština – Москва – граница, překlad Иржи Вайль, Moskva: MIK, ISBN 5-87902-003-7
- 2005 španělština – Moscú: frontera, překlad Eduardo Fernández Couceiro, Guadarrama: Ediciones del Oriente y del Mediterráneo, ISBN 84-96327-21-3
- 2014 nizozemština – De hartslag van Moskou, překlad Kees Mercks, Amsterdam: Cossee, ISBN 978-90-5936-535-3
- 2018 maďarština – Moszkva – a határ, překlad Varga György, Budapest: Park, ISBN 978-963-355-400-5